# Kim ngân núi
Kim ngân núi (danh pháp khoa học: Lonicera confusa) là một loài thực vật có hoa trong họ Kim ngân. Loài này được (Sweet) DC. mô tả khoa học đầu tiên năm 1830.